# Nachal Barak
Nachal Barak (hebrejsky: נחל ברק, arabsky: Vádí Ibrejk) je vádí o délce cca 18 kilometrů v Izraeli.
Začíná na východním okraji Negevské pouště poblíž hory Har Kipa. Směřuje pak k východu, přičemž se zařezává do okolního terénu a klesá do příkopové propadliny ve vádí al-Araba. V době dešťů se vádí naplňuje vodou a terénní stupně zde vytvářejí peřeje a vodopády, z nichž nejvyšší dosahuje 20 metrů (nazýván הקניון הלבן, ha-Kanjon ha-Lavan - Bílý kaňon). Ústí do vádí al-Araba cca 6 kilometrů severně od vesnice Paran. Souběžně s ním do vádí al-Araba ústí i Nachal Paran. Vádí je turisticky přístupné s využitím lávek a žebříků nainstalovaných v nejstrmějších partiích. Podél jeho toku se nacházejí enklávy sezónní vegetace.